# 한사명
한사명(본명 : 한근섭, 1986년 1월 20일 ~ )은 대한민국의 배우이다.

## 출연작

### 영화
- 《젠틀맨》 (2022년) - 김 계장 역
- 《차인표》 (2021년) - 구조대 3 역
- 《유공자》 (2021년) - 박정민 역
- 《테우리》 (2020년) - 춘배 역
- 《해치지않아》 (2020년) - 출동 경찰 1 역
- 《미친사랑》 (2019년) - 공작원3 역
- 《얼굴없는 보스》 (2019년) - 젠더바 웨이터 역
- 《메이트》 (2019년) - 상원 역
- 《인간의 시간》 (2018년)
- 《너와 극장에서》 (2018년) - 남자 역
- 《흥부》 (2018년) - 거지 역
- 《침묵》 (2017년) - 택배기사 1 역
- 《택시운전사》 (2017년) - 대학생 시위대 1 역
- 《용순》 (2017년) - 신입체육 역
- 《연애담》 (2016년) - 영은 애인 역
- 《울보》 (2016년) - 염색머리 역
- 《세계일주》 (2015년) - 나 일경 역
- 《선지자의 밤》 (2015년) - 윤근부하 역
- 《비치하트애솔》 (2015년) - 삥땅 역
- 《족구왕》 (2014년) - 룸메이트 역
- 《18: 우리들의 성장 느와르》 (2014년) - 반장 역
- 《고백》 (2013년) - 정우 역
- 《애도기간》 (2013년) - 근섭 역
- 《렛 미 아웃》 (2013년) - 용운 역
- 《마이 리틀 히어로》 (2013년) - 부조실 엔지니어 역
- 《썬크림》 (2013년)
- 《26년》 (2012년) - 신삥경찰 역
- 《범죄소년》 (2012년) - 소년원 용재 역
- 《AV아이돌》 (2012년) - 김군 역
- 《내가 살인범이다》 (2012년) - 어린 도혁 역
- 《코리아》 (2012년) - 김정식 역
- 《부러진 화살》 (2012년) - 수용자 2 역
- 《티끌 모아 로맨스》 (2011년) - 이사청년 역
- 《퀵》 (2011년) - 로드매니저 역
- 《적과의 동침》 (2011년) - 싸이렌 병사 역
- 《아저씨》 (2010년) - 오락실남 역
- 《식객: 김치전쟁》 (2010년) - 제네거 역

### 드라마
- 《원더우먼》 (SBS, 2021년)
- 《하자있는 인간들》 (MBC, 2019년)
- 《호텔 델루나》 (tvN, 2019년)
- 《검법남녀 2》 (MBC, 2019년)
- 《하늘에서 내리는 일억 개의 별》 (tvN, 2018년) - 이재민 역
- 《백일의 낭군님》 (tvN, 2018년)
- 《라이프 온 마스》 (OCN, 2018년)
- 《이번 생은 처음이라》 (tvN, 2017년)
- 《행복을 주는 사람》 (MBC, 2017년)
- 《쌈 마이웨이》 (KBS2, 2016년) - 배달 역
- 《보이스》 (OCN, 2017년) - 민지석 역
- 《원티드》 (SBS, 2017년) - 박세형 역
- 《무림학교》 (KBS2, 2016년) - 최호 역
- 《여자를 울려》 (MBC, 2015년) - 웨이터 역
- 《상류사회》 (SBS, 2015년) - 윤기자 역
- 《위대한 이야기 - 이산가족 이야기 (TV조선) / 놓지 말자 정신줄 (tvN)》 (TV조선 & tvN, 2015년)
- 《호구의 사랑》 (tvN, 2015년) - 동호 역
- 《수상한 가족》 (MBN, 2012년)
- 《뱀파이어 아이돌》 (MBN, 2011년) - 임안경 역
- 《내 딸 꽃님이》 (SBS, 2011년)
- 《꽃미남 라면가게》 (tvN, 2011년) - 안경잡이 역
- 《소녀 K》 (채널CGV, 2011년) - 태권도부 역
- 《전우》 (KBS1, 2010년) - 감자병사 역